# San Francisco Javier (Durango)
San Francisco Javier  es una localidad del estado mexicano de Durango. Es parte del municipio de Vicente Guerrero.

## Toponimia
El nombre de la población hace referencia al santo patrono de la localidad: Francisco Javier.

## Demografía
| Gráfica de evolución demográfica |
|                                  |

| Censo | Población |
| ----- | --------- |
| 1900  | 272       |
| 1910  | 420       |
| 1921  | 322       |
| 1930  | 595       |
| 1940  | 868       |
| 1950  | 1 067     |
| 1960  | 1 131     |
| 1970  | 1 386     |
| 1980  | 1 683     |
| 1990  | 1 610     |
| 2000  | 1 732     |
| 2010  | 1 669     |
| 2020  | 1 798     |